# Pompeo Posar
Pompeo Posar (Trieste, 21 de febrero de 1921 - Chicago, 5 de abril de 2004) fue un fotógrafo de la revista masculina Playboy.

## Biografía
Es particularmente célebre por sus fotografías de la Playmate del mes en la página central de la revista Playboy. Notablemente, fue responsable de fotografiar a Cynthia Myers, playmate del mes de diciembre de 1968 y de fotografiar a Janet Lupo, playmate del mes de noviembre de 1975.